# Tetrametilamonijum pentafluoroksenat
Tetrametilamonijum pentafluoroksenat je hemijsko jedinjenje sa formulom . Ono sadrži XeF−
5 jon, koji je bio prvi primer planarnog pentagonalnog  entiteta. Ovo jedinjenje je pripremljeno reakcijom  sa ksenon tetrafluoridom,  je izabran jer se može pripremiti u anhidridnoj formi i lako je rastvoran u organskim rastvaračima. Ovaj anjon je planaran, sa atomima fluora u neznatno iskrivljenoj pentagonalnoj koordinaciji (dužina Xe–F veze je 197,9–203.4 pm, a ugao F–X–F veze je 71,5–72,3°). Druge soli su bile pripremljene sa natrijumom, cezijumom i rubidijumom, i vibracioni spektri pokazuju da one sadrže isti planarni jon. Izolovani anjon ima neobičnu molekularnu simetriju .